# Joe Salisbury
Pour les articles homonymes, voir Salisbury.
Joe Salisbury, né le 20 avril 1992 à Londres, est un joueur de tennis britannique, professionnel depuis 2011.
Spécialiste du double, il a remporté 17 titres dans sa carrière, la plupart aux côtés de l'Américain Rajeev Ram.
Lauréat de quatre tournois du Grand Chelem à l'Open d'Australie 2020 et à l'US Open 2021, 2022 et 2023, il devient en avril 2022 numéro 1 mondial au classement ATP en double.
Il remporte également deux Masters (2022 et 2023).

## Carrière
Il se spécialise dans les épreuves de double et remporte son premier tournoi Challenger en novembre 2015 à Champaign.
En 2018, il atteint les demi-finales du tournoi de Wimbledon avec le Danois Frederik Nielsen après avoir battu les Colombiens têtes de série no 6 Juan Sebastián Cabal et Robert Farah en huitièmes.
Il remporte son premier titre ATP en septembre 2018 avec Ben McLachlan à Shenzhen puis un second le mois suivant à Vienne avec Neal Skupski. En 2019, il remporte le tournoi de Dubaï ainsi que l' Open de Vienne aux côtés de Rajeev Ram.
En 2020, il remporte l'Open d'Australie 2020 avec toujours comme partenaire Rajeev Ram.
En 2021, associé à l'Américaine Desirae Krawczyk, il remporte le double mixte à Roland-Garros ainsi qu'à l'US Open, où il remporte également le titre en double avec Rajeev Ram.
En 2022, il remporte les Masters 1000 de Monte-Carlo et Cincinnati puis l'US Open avec Rajeev Ram et monte à la première place du classement ATP. En fin d'année, il remporte le Masters.
En 2023, après avoir remporté un titre sur terre battue à Lyon et atteint la finale à l'Open du Canada, le binôme remporte un troisième US Open consécutifs et conserve son titre au Masters.
Il remporte toujours avec Rajeev Ram le tournoi d'Adélaïde dès le début d'année 2024.

## Palmarès

### Titres en double messieurs
| No | Date       | Nom et lieu du tournoi                         | Catégorie    | Dotation      | Surface      | Partenaire    | Finalistes                         | Score             |          |
| -- | ---------- | ---------------------------------------------- | ------------ | ------------- | ------------ | ------------- | ---------------------------------- | ----------------- | -------- |
| 1  | 24-09-2018 | Shenzhen Open Shenzhen                         | ATP 250      | 733 655 $     | Dur (ext.)   | Ben McLachlan | Robert Lindstedt Rajeev Ram        | 7-65, 7-64        | Parcours |
| 2  | 22-10-2018 | Erste Bank Open Vienne                         | ATP 500      | 2 198 250 €   | Dur (int.)   | Neal Skupski  | Mike Bryan Édouard Roger-Vasselin  | 7-65, 6-3         | Parcours |
| 3  | 25-02-2019 | Dubai Duty Free Tennis Championships Dubaï     | ATP 500      | 2 736 845 $   | Dur (ext.)   | Rajeev Ram    | Ben McLachlan Jan-Lennard Struff   | 7-64, 6-3         | Parcours |
| 4  | 21-10-2019 | Erste Bank Open Vienne                         | ATP 500      | 2 296 490 €   | Dur (int.)   | Rajeev Ram    | Łukasz Kubot Marcelo Melo          | 6-4, 56-7, [10-5] | Parcours |
| 5  | 20-01-2020 | Australian Open Melbourne                      | G. Chelem    | 32 505 000 A$ | Dur (ext.)   | Rajeev Ram    | Max Purcell Luke Saville           | 6-4, 6-2          | Parcours |
| 6  | 09-08-2021 | National Bank Open Presented by Rogers Toronto | Masters 1000 | 2 850 975 $   | Dur (ext.)   | Rajeev Ram    | Nikola Mektić Mate Pavić           | 6-3, 4-6, [10-3]  | Parcours |
| 7  | 30-08-2021 | US Open New York                               | G. Chelem    | 27 200 000 $  | Dur (ext.)   | Rajeev Ram    | Jamie Murray Bruno Soares          | 3-6, 6-2, 6-2     | Parcours |
| 8  | 27-09-2021 | San Diego Open San Diego                       | ATP 250      | 600 000 $     | Dur (ext.)   | Neal Skupski  | John Peers Filip Polášek           | 7-62, 3-6, [10-5] | Parcours |
| 9  | 10-04-2022 | Rolex Monte-Carlo Masters Monte-Carlo          | Masters 1000 | 5 415 410 €   | Terre (ext.) | Rajeev Ram    | Juan Sebastián Cabal Robert Farah  | 6-4, 3-6, [10-7]  | Parcours |
| 10 | 14-08-2022 | Western & Southern Open Cincinnati             | Masters 1000 | 6 280 880 $   | Dur (ext.)   | Rajeev Ram    | Tim Pütz Michael Venus             | 7-64, 7-65        | Parcours |
| 11 | 31-08-2022 | US Open New York                               | G. Chelem    | 27 915 200 $  | Dur (ext.)   | Rajeev Ram    | Wesley Koolhof Neal Skupski        | 7-64, 7-5         | Parcours |
| 12 | 13-11-2022 | Nitto ATP Finals Turin                         | Masters      | 14 750 000 $  | Dur (int.)   | Rajeev Ram    | Nikola Mektić Mate Pavić           | 7-64, 6-4         | Parcours |
| 13 | 21-05-2023 | Open Parc Auvergne-Rhône-Alpes Lyon            | ATP 250      | 562 815 €     | Terre (ext.) | Rajeev Ram    | Nicolas Mahut Matwé Middelkoop     | 6-0, 6-3          | Parcours |
| 14 | 30-08-2023 | US Open New York                               | G. Chelem    | 29 148 800 $  | Dur (ext.)   | Rajeev Ram    | Rohan Bopanna Matthew Ebden        | 2-6, 6-3, 6-4     | Parcours |
| 15 | 23-10-2023 | Erste Bank Open Vienne                         | ATP 500      | 2 409 835 €   | Dur (int.)   | Rajeev Ram    | Nathaniel Lammons Jackson Withrow  | 6-4, 5-7, [12-10] | Parcours |
| 16 | 12-11-2023 | Nitto ATP Finals Turin                         | Masters      | 15 000 000 $  | Dur (int.)   | Rajeev Ram    | Marcel Granollers Horacio Zeballos | 6-3, 6-4          | Parcours |
| 17 | 08-01-2024 | Adelaide International Adélaïde                | ATP 250      | 661 585 $     | Dur (ext.)   | Rajeev Ram    | Rohan Bopanna Matthew Ebden        | 7-5, 5-7, [11-9]  | Parcours |

### Finales en double messieurs
| No | Date       | Nom et lieu du tournoi                              | Catégorie    | Dotation       | Surface      | Vainqueurs                          | Partenaire   | Score             |          |
| -- | ---------- | --------------------------------------------------- | ------------ | -------------- | ------------ | ----------------------------------- | ------------ | ----------------- | -------- |
| 1  | 31-12-2018 | Brisbane International Brisbane                     | ATP 250      | 527 880 $      | Dur (ext.)   | Marcus Daniell Wesley Koolhof       | Rajeev Ram   | 6-4, 7-66         | Parcours |
| 2  | 17-06-2019 | Fever-Tree Championships Londres                    | ATP 500      | 2 081 830 €    | Gazon (ext.) | Feliciano López Andy Murray         | Rajeev Ram   | 7-6, 5-7, [10-5]  | Parcours |
| 3  | 14-10-2019 | European Open Anvers                                | ATP 250      | 635 750 €      | Dur (int.)   | Kevin Krawietz Andreas Mies         | Rajeev Ram   | 7-61, 6-3         | Parcours |
| 4  | 08-02-2021 | Australian Open Melbourne                           | G. Chelem    | 32 790 000 AU$ | Dur (ext.)   | Ivan Dodig Filip Polášek            | Rajeev Ram   | 6-3, 6-4          | Parcours |
| 5  | 09-05-2021 | Internazionali BNL d'Italia Rome                    | Masters 1000 | 2 082 960 €    | Terre (ext.) | Nikola Mektić Mate Pavić            | Rajeev Ram   | 6-4, 7-64         | Parcours |
| 6  | 21-06-2021 | Viking International Eastbourne Eastbourne          | ATP 250      | 547 265 €      | Gazon (ext.) | Nikola Mektić Mate Pavić            | Rajeev Ram   | 6-4, 6-3          | Parcours |
| 7  | 25-10-2021 | Erste Bank Open Vienne                              | ATP 500      | 1 837 190 €    | Dur (int.)   | Juan Sebastián Cabal Robert Farah   | Rajeev Ram   | 6-4, 6-2          | Parcours |
| 8  | 10-11-2021 | Nitto ATP Finals Turin                              | Masters      | 7 250 000 $    | Dur (int.)   | Pierre-Hugues Herbert Nicolas Mahut | Rajeev Ram   | 6-4, 7-60         | Parcours |
| 9  | 07-08-2023 | National Bank Open presented by Rogers Toronto      | Masters 1000 | 6 600 000 $    | Dur (ext.)   | Marcelo Arévalo Jean-Julien Rojer   | Rajeev Ram   | 6-3, 6-1          | Parcours |
| 10 | 06-08-2024 | Omnium Banque National présenté par Rogers Montréal | Masters 1000 | 6 795 555 $    | Dur (ext.)   | Marcel Granollers Horacio Zeballos  | Rajeev Ram   | 6-2, 7-64         | Parcours |
| 11 | 17-02-2025 | Qatar ExxonMobil Open Doha                          | ATP 500      | 2 760 000 $    | Dur (ext.)   | Julian Cash Lloyd Glasspool         | Neal Skupski | 6-3, 6-2          | Parcours |
| 12 | 14-04-2025 | Barcelona Open Banc Sabadell Barcelone              | ATP 500      | 2 889 200 €    | Terre (ext.) | Sander Arends Luke Johnson          | Neal Skupski | 6-3, 61-7, [10-6] | Parcours |

### Titres en double mixte
| No | Date       | Nom et lieu du tournoi | Catégorie | Dotation     | Surface      | Partenaire       | Finalistes                     | Score            |          |
| -- | ---------- | ---------------------- | --------- | ------------ | ------------ | ---------------- | ------------------------------ | ---------------- | -------- |
| 1  | 04-06-2021 | Roland-Garros Paris    | G. Chelem | 395 000 €    | Terre (ext.) | Desirae Krawczyk | Elena Vesnina Aslan Karatsev   | 2-6, 6-4, [10-5] | Parcours |
| 2  | 30-08-2021 | US Open New York       | G. Chelem | 57 462 000 $ | Dur (ext.)   | Desirae Krawczyk | Giuliana Olmos Marcelo Arévalo | 7-5, 6-2         | Parcours |

### Finales en double mixte
| No | Date       | Nom et lieu du tournoi      | Catégorie | Dotation     | Surface      | Vainqueurs                     | Partenaire    | Score      |          |
| -- | ---------- | --------------------------- | --------- | ------------ | ------------ | ------------------------------ | ------------- | ---------- | -------- |
| 1  | 28-06-2021 | The Championships Wimbledon | G. Chelem | 35 016 000 $ | Gazon (ext.) | Desirae Krawczyk Neal Skupski  | Harriet Dart  | 6-2, 7-6   | Parcours |
| 2  | 01-07-2025 | The Championships Wimbledon | G. Chelem | NC £         | Gazon (ext.) | Kateřina Siniaková Sem Verbeek | Luisa Stefani | 7-63, 7-63 | Parcours |

## Parcours dans les tournois duGrand Chelem

### En double messieurs
| Année | Open d'Australie                                                             | Open d'Australie                                                              | Internationaux de France                                                         | Internationaux de France                                                        | Wimbledon                                                                           | Wimbledon                                                                          | US Open | US Open |
| ----- | ---------------------------------------------------------------------------- | ----------------------------------------------------------------------------- | -------------------------------------------------------------------------------- | ------------------------------------------------------------------------------- | ----------------------------------------------------------------------------------- | ---------------------------------------------------------------------------------- | ------- | ------- |
| 2017  | —                                                                            | —                                                                             | —                                                                                | —                                                                               | 1er tour (1/32) B. Klein \|\| style="text-align:left;" \| K. Skupski N. Skupski     | —                                                                                  | —       |         |
| 2018  | —                                                                            | —                                                                             | —                                                                                | —                                                                               | 1/2 finale F. Nielsen \|\| style="text-align:left;" \| R. Klaasen M. Venus          | 1er tour (1/32) F. Nielsen \|\| style="text-align:left;" \| J. Peralta H. Zeballos |         |         |
| 2019  | 1/8 de finale R. Ram \|\| style="text-align:left;" \| P.-H. Herbert N. Mahut | 1/4 de finale R. Ram \|\| style="text-align:left;" \| J. Chardy F. Martin     | 1/8 de finale R. Ram \|\| style="text-align:left;" \| H. Kontinen J. Peers       | 1/8 de finale R. Ram \|\| style="text-align:left;" \| M. Granollers H. Zeballos |                                                                                     |                                                                                    |         |         |
| 2020  | Victoire R. Ram                                                              | M. Purcell L. Saville                                                         | 1/4 de finale R. Ram \|\| style="text-align:left;" \| M. Pavić B. Soares         | Annulé                                                                          | Annulé                                                                              | 1/2 finale R. Ram \|\| style="text-align:left;" \| W. Koolhof N. Mektić            |         |         |
| 2021  | Finale R. Ram                                                                | I. Dodig F. Polášek                                                           | 2e tour (1/16) R. Ram \|\| style="text-align:left;" \| H. Nys T. Pütz            | 1/2 finale R. Ram \|\| style="text-align:left;" \| N. Mektić M. Pavić           | Victoire R. Ram                                                                     | J. Murray B. Soares                                                                |         |         |
| 2022  | 1/2 finale R. Ram \|\| style="text-align:left;" \| M. Ebden M. Purcell       | 1/4 de finale R. Ram \|\| style="text-align:left;" \| Ivan Dodig A. Krajicek  | 1/2 finale R. Ram \|\| style="text-align:left;" \| M. Ebden M. Purcell           | Victoire R. Ram                                                                 | W. Koolhof Neal Skupski                                                             |                                                                                    |         |         |
| 2023  | 1/8 de finale R. Ram \|\| style="text-align:left;" \| Hugo Nys J. Zieliński  | 1/8 de finale R. Ram \|\| style="text-align:left;" \| M. González A. Molteni  | 1er tour (1/32) R. Ram \|\| style="text-align:left;" \| T. Griekspoor B. Stevens | Victoire R. Ram                                                                 | R. Bopanna M. Ebden                                                                 |                                                                                    |         |         |
| 2024  | 1/8 de finale R. Ram \|\| style="text-align:left;" \| T. Macháč Zhang Z.     | 1/4 de finale R. Ram \|\| style="text-align:left;" \| S. Bolelli A. Vavassori | 2e tour (1/16) R. Ram \|\| style="text-align:left;" \| A. Mies J.-P. Smith       | 1/8 de finale R. Ram \|\| style="text-align:left;" \| N. Lammons J. Withrow     |                                                                                     |                                                                                    |         |         |
| 2025  |                                                                              |                                                                               |                                                                                  |                                                                                 | 1/4 de finale N. Skupski \|\| style="text-align:left;" \| M. Granollers H. Zeballos |                                                                                    |         |         |

N.B. : le nom du partenaire se trouve sous le résultat ; les noms des ultimes adversaires se trouvent à droite.

### En double mixte
| Année | Open d'Australie                                                                    | Open d'Australie                                                                     | Internationaux de France                                                           | Internationaux de France                                                     | Wimbledon                                                                           | Wimbledon                                                                               | US Open             | US Open |
| ----- | ----------------------------------------------------------------------------------- | ------------------------------------------------------------------------------------ | ---------------------------------------------------------------------------------- | ---------------------------------------------------------------------------- | ----------------------------------------------------------------------------------- | --------------------------------------------------------------------------------------- | ------------------- | ------- |
| 2017  | —                                                                                   | —                                                                                    | —                                                                                  | —                                                                            | 1er tour (1/32) K. Dunne \|\| style="text-align:left;" \| A. Smith N. Skupski       | —                                                                                       | —                   |         |
| 2018  | —                                                                                   | —                                                                                    | —                                                                                  | —                                                                            | 1er tour (1/32) K. Dunne \|\| style="text-align:left;" \| N. Broady N. Skupski      | —                                                                                       | —                   |         |
| 2019  | —                                                                                   | —                                                                                    | —                                                                                  | —                                                                            | 1er tour (1/32) K. Dunne \|\| style="text-align:left;" \| B. Mattek-Sands J. Murray | 1/8 de finale D. Krawczyk \|\| style="text-align:left;" \| Chan H.-c. M. Venus          |                     |         |
| 2020  | 1er tour (1/16) D. Krawczyk \|\| style="text-align:left;" \| Hsieh S.-w. N. Skupski | Annulé                                                                               | Annulé                                                                             | Annulé                                                                       | Annulé                                                                              | Annulé                                                                                  | Annulé              |         |
| 2021  | 1/2 finale D. Krawczyk \|\| style="text-align:left;" \| S. Stosur M. Ebden          | Victoire D. Krawczyk                                                                 | E. Vesnina A. Karatsev                                                             | Finale H. Dart                                                               | N. Skupski D. Krawczyk                                                              | Victoire D. Krawczyk                                                                    | G. Olmos M. Arévalo |         |
| 2022  | 1er tour (1/16) D. Krawczyk \|\| style="text-align:left;" \| G. Olmos M. Arévalo    | —                                                                                    | —                                                                                  | —                                                                            | —                                                                                   | —                                                                                       | —                   |         |
| 2023  | —                                                                                   | —                                                                                    | 1er tour (1/16) D. Krawczyk \|\| style="text-align:left;" \| T. Townsend J. Murray | 2e tour (1/8) H. Watson \|\| style="text-align:left;" \| Chan Y.-j. I. Dodig | 1er tour (1/16) L. Stefani \|\| style="text-align:left;" \| T. Townsend B. Shelton  |                                                                                         |                     |         |
| 2024  | 1/4 de finale H. Watson \|\| style="text-align:left;" \| D. Krawczyk N. Skupski     | —                                                                                    | —                                                                                  | —                                                                            | —                                                                                   | 1er tour (1/16) G. Dabrowski \|\| style="text-align:left;" \| A. Danilina H. Heliövaara |                     |         |
| 2025  | 1er tour (1/16) J. Ostapenko \|\| style="text-align:left;" \| E. Routliffe M. Venus | 1er tour (1/16) T. Mihalíková \|\| style="text-align:left;" \| E. Routliffe M. Venus | Finale L. Stefani                                                                  | K. Siniaková S. Verbeek                                                      |                                                                                     |                                                                                         |                     |         |

N.B. : le nom de la partenaire se trouve sous le résultat ; les noms des ultimes adversaires se trouvent à droite.

## Participation auMasters

### En double
| Année | Ville   | Surface    | Partenaire | Résultats | Résultat final    |
| ----- | ------- | ---------- | ---------- | --------- | ----------------- |
| 2019  | Londres | Dur (int.) | Rajeev Ram | 1v, 2d    | Éliminé en poules |
| 2020  | Londres | Dur (int.) | Rajeev Ram | 2v, 2d    | Demi-finaliste    |
| 2021  | Turin   | Dur (int.) | Rajeev Ram | 4v, 1d    | Finaliste         |
| 2022  | Turin   | Dur (int.) | Rajeev Ram | 5v, 0d    | Victoire          |
| 2023  | Turin   | Dur (int.) | Rajeev Ram | 5v, 0d    | Victoire          |

## Classements ATP en fin de saison
| Année          | 2013 | 2014 | 2015 | 2016 | 2017 | 2018 | 2019 | 2020 | 2021 | 2022 | 2023 |
| Rang en simple | 1577 | 1040 | 575  | 1070 | –    | –    | –    | –    | –    | –    | –    |
| Rang en double | 1122 | 531  | 221  | 302  | 107  | 30   | 22   | 12   | 3    | 4    | 7    |

Source : (en) Classements de Joe Salisbury sur le site officiel de la Fédération internationale de tennis